# Julien Loutelier
Julien Loutelier (* 1987 in Le Mans) ist ein französischer Jazz- und Improvisationsmusiker (Schlagzeug, Perkussion) und Komponist.

## Wirken
Loutelier studierte am Nationalen Konservatorium für Musik und Tanz von Paris, wo er seinen Master mit Auszeichnung (Erster Preis für Jazz und improvisierte Musik und Erster Preis der generativen Improvisation) absolvierte.
Loutelier ist sowohl in der improvisierten Musik (mit ONCEIM, Dousteyssier/Loutelier, Tournesol, AUM, Benjamin Duboc, Julien Desprez, Bertrand Denzler) als auch im Jazz (mit Actuum) tätig, wo es auch zur Zusammenarbeit mit Riccardo Del Fra, Glenn Ferris und Jim McNeely kam. Seit 2017 gehört er zum Quartett von Émile Parisien.
Seit 2007 arbeitet er interdisziplinär mit anderen Kunstformen konfrontiert, sei es Tanz (Johan Amselem, Odile Azagury, Sylvain Groud, Company Always after Midnight), die Bildenden Künste (Auftritte im Louvre und anderen Galerien), aber auch im Kino. In der Gruppe Cabaret Contemporain setzte er sich mit minimalistischer und elektronischer Musik auseinander und arbeitete mit Isabel Sörling und Linda Oláh zusammen.
Loutelier ist international aufgetreten und hat auf Festivals wie Jazz in Marciac, Jazz à Vienne, Jazzdor oder Umbria Jazz gespielt.

## Preise und Auszeichnungen
2010 gewann er mit der Band Actuum den europäischen Wettbewerb Keep an Eye Jazz in Amsterdam. Mit derselben Gruppe gewann er 2011 Jazz Migration.

## Diskographische Hinweise
- Actuum: Brutal Music for Nice People (Coax Records 2012, mit Louis Laurain, Benjamin Dousteyssier, Ronan Courty)
- Château Flight, Cabaret Contemporain: Terry Riley Cover EP (Versatile 2012)
- Cabaret Contemporain: Moondog (Subrosa Records 2015)
- Julien Desprez • Benjamin Duboc • Julien Loutelier: Tournesol (Dark Tree Records 2016)[2]
- AUM Grand Ensemble: You've Never Listened to the Wind (Onze Heures Onze 2018, mit Julien Pontvianne, Antonin-Tri Hoang, Jean-Brice Godet, Jozef Dumoulin, Tony Paeleman, Alexandre Herer, Richard Comte, Amélie Grould, Stéphane Garin, Youen Cadiou, Simon Tailleu, Ellen Giacone, Dylan Corlay, Pierre Favrez)
- Cabaret Contemporain: Séquence Collective (Blackstrobe Records 2018, mit Arnaud Rebotini)
- Émile Parisien Quartet: Double Screening (ACT 2019, mit Julien Touéry, Ivan Gélugne; Preis der Deutschen Schallplattenkritik)[3]